# Chaetopsylla hyaenae
Chaetopsylla hyaenae är en loppart som först beskrevs av Friedrich Anton Kolenati 1846.  Chaetopsylla hyaenae ingår i släktet Chaetopsylla och familjen grävlingloppor. Inga underarter finns listade i Catalogue of Life.